# Эглиз-де-Пантен (станция метро)
Эглиз-де-Пантен (фр. Église de Pantin) — станция линии 5 Парижского метрополитена, расположенная в коммуне Пантен. Названа по расположению рядом с церковью Сен-Жермен-де-Пантен, являющейся главной католической церковью коммуны.

## История
- Станция открылась 12 октября 1942 года в конце пускового участка Гар-дю-Нор — Эглиз-де-Пантен, заменившего собой юго-западную дугу линии, перешедшую в состав линии 6. До 25 июня 1985 года, когда линия 5 была продлена в коммуну Бобиньи, станция являлась конечной.
- 7 июня 1982 года на станции состоялась церемония завершения эксплуатации метропоездов серии Sprague-Thomson, однако несколько последних составов были переданы на линию 9, где окончательно прекратили пассажирские перевозки в апреле 1983 года.[2]
- Пассажиропоток по станции по входу в 2012 году, по данным RATP, составил 3 680 827 человек[3]. В 2013 году этот показатель незначительно вырос до 3 693 931 пассажиров (143 место по уровню входного пассажиропотока в Парижском метро)[4].

## Путевое развитие
К востоку от станции располагаются пошёрстный съезд и два боковых пути для отстоя составов. Часть съездов на боковые пути разобрана.

## Галерея

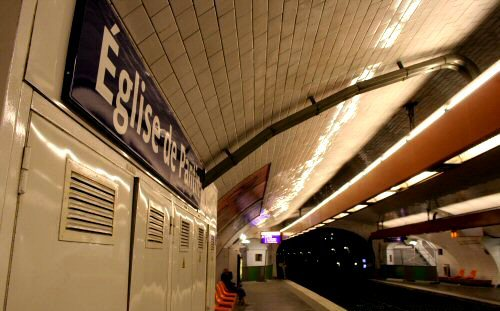
Оформление путевой стены с вывеской с названием станции
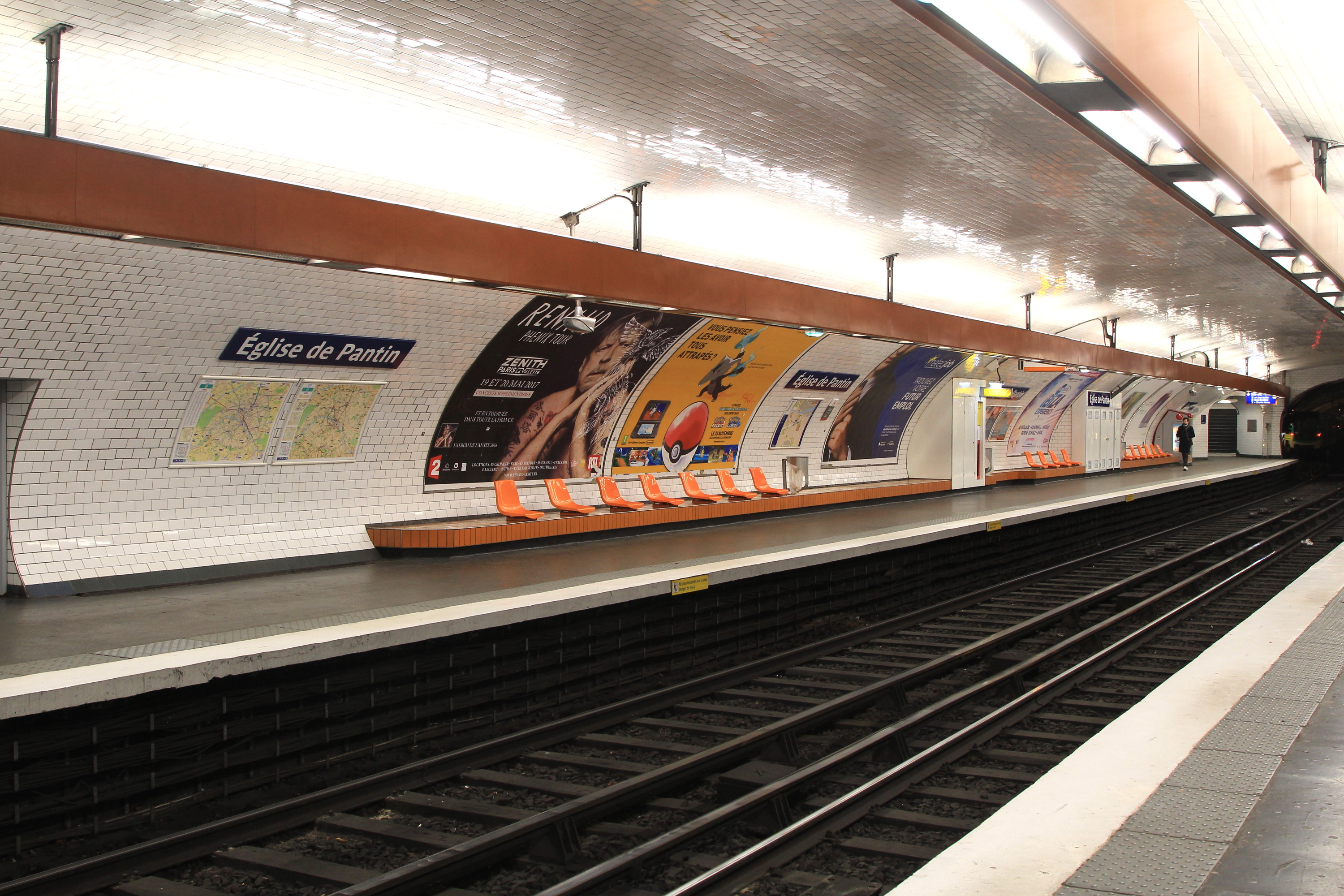
Платформа в сторону Пляс д'Итали
Турникет усиленного типа на станции, 2017